# Agente 007 - Missione Goldfinger
Agente 007 - Missione Goldfinger (Goldfinger) è un film del 1964 diretto da Guy Hamilton.
È il terzo della serie ufficiale di James Bond nonché il primo a vincere un Oscar (nel 1965 per i migliori effetti sonori a Norman Wanstall).
La colonna sonora cantata da Shirley Bassey, comprendente la celeberrima Goldfinger, raggiunse la prima posizione nella Billboard 200 per tre settimane.

## Trama
Dopo gli eventi di A 007, dalla Russia con amore, l'agente dell'MI6 James Bond distrugge un laboratorio di droga e folgora un antagonista senza nome nella vasca da bagno in America Latina. Bond si dirige quindi a Miami Beach, dove il suo superiore M tramite l'agente della CIA Felix Leiter ordina a Bond di osservare Auric Goldfinger, un gioielliere e commerciante d'oro internazionale, all'hotel di Miami Beach. Bond scopre Goldfinger che imbroglia a una partita di gin rummy ad alto rischio, aiutato a distanza dalla sua dipendente Jill Masterson. Bond interrompe Jill e ricatta Goldfinger per farlo perdere. Dopo una serata con Jill, Bond viene messo KO dal servitore coreano di Goldfinger, Oddjob. Bond si sveglia e trova Jill ricoperta di vernice dorata, morta per "soffocamento cutaneo".
A Londra, M incarica Bond di scoprire come Goldfinger contrabbandi oro a livello internazionale. Q fornisce a Bond un'Aston Martin DB5 modificata e due dispositivi di localizzazione. Bond gioca una partita a golf con Goldfinger nel suo country club nel Kent, scommettendo un lingotto d'oro nazista recuperato fornitogli dalla Banca d'Inghilterra. Goldfinger tenta di imbrogliare, ma Bond lo inganna facendogli perdere la partita. Goldfinger mette in guardia Bond dal non interferire nei suoi affari e Oddjob dimostra la sua formidabile forza, insieme a un cappello con la montatura d'acciaio, che lo rende mortale se lanciato. Bond segue Goldfinger in Svizzera e incontra la sorella di Jill, Tilly, che cerca di assassinare Goldfinger ma viene impedita da Bond.
Bond si intrufola nella raffineria di Goldfinger in Svizzera e lo sente dire a un fisico nucleare cinese, Ling, che incorpora oro nella carrozzeria della sua Rolls-Royce Phantom III per contrabbandare fuori dall'Inghilterra. Bond sente Goldfinger menzionare "Operazione Grand Slam" e incontra Tilly, che tenta di nuovo di uccidere Goldfinger. Scatta un allarme e Oddjob uccide Tilly con il suo cappello con la montatura d'acciaio. Bond viene catturato e legato a un tavolo con un laser industriale in alto, il raggio che avanza verso il suo cavallo. Bond mente a Goldfinger dicendo che l'MI6 è a conoscenza dell'Operazione Grand Slam e Goldfinger gli risparmia la vita. Pussy Galore, pilota personale di Goldfinger, porta il prigioniero Bond all'allevamento di cavalli di Goldfinger vicino a Lexington, Kentucky, su un jet privato.
Una volta lì, Bond scappa dalla sua cella e assiste all'incontro di Goldfinger con i mafiosi americani, che hanno fornito i materiali necessari per l'Operazione Grand Slam. Goldfinger rivela che il piano è di violare il deposito aureo di Fort Knox rilasciando nell'atmosfera il gas nervino Delta-9, che Goldfinger afferma induca incoscienza per 24 ore. Goldfinger promette di moltiplicare la ricompensa dei mafiosi se il piano ha successo, ma loro ridicolizzano il suo piano, in particolare il signor Solo, che chiede di essere pagato immediatamente e se ne va prima che gli altri vengano fatalmente gassati. Bond viene catturato da Pussy Galore, ma tenta di allertare la CIA piantando il suo dispositivo di localizzazione nella tasca di Solo mentre se ne va.
Solo viene ucciso da Oddjob e il suo corpo distrutto in un carro attrezzi, insieme al dispositivo di ricerca. Bond affronta Goldfinger sull'implausibilità di spostare l'oro. Goldfinger è d'accordo. Bond deduce dalla presenza di Ling che il governo cinese ha fornito una bomba sporca per irradiare l'oro nel deposito, rendendolo inutile. L'oro di Goldfinger aumenterà notevolmente di valore e i cinesi guadagneranno dal conseguente crollo economico di Occidente. L'operazione Grand Slam inizia con il Flying Circus di Pussy Galore che spruzza gas su Fort Knox, apparentemente mettendo fuori combattimento le guardie militari.
L'esercito privato di Goldfinger irrompe a Fort Knox e accede al caveau mentre Goldfinger arriva in elicottero con la bomba. Nel caveau, lo scagnozzo di Goldfinger, Kisch, ammanetta Bond alla bomba. Senza che Goldfinger lo sappia, Bond convince Pussy ad avvisare le autorità e sostituisce il gas con una sostanza innocua. Goldfinger chiude a chiave il caveau con Bond, Oddjob e Kisch all'interno. Quando l'esercito americano attacca, Goldfinger uccide Ling e scappa. Oddjob butta Kisch giù da una passerella dopo che ha cercato di scappare dal caveau. Bond si libera con la chiave di Kisch, ma Oddjob lo picchia. Bond fulmina Oddjob e forza il lucchetto della bomba, ma non è sicuro di come disinnescarlo.
Dopo aver ucciso gli uomini di Goldfinger, le truppe statunitensi aprono la cassaforte e uno specialista spegne il dispositivo con "007" secondi rimanenti. Bond sale su un jet per pranzare con il Presidente alla Casa Bianca, ma Goldfinger dirotta l'aereo, legando l'equipaggio dell'aereo nell'hangar e mettendo Pussy nella cabina di pilotaggio. In una lotta per il revolver di Goldfinger, la pistola spara, rompendo un finestrino e creando una decompressione esplosiva; Goldfinger viene scaraventato fuori dal finestrino rotto. Bond e Pussy si lanciano con il paracadute dall'aereo che si schianta. L'elicottero di ricerca di Leiter passa sopra la coppia invisibile. Pussy cerca di far sapere la loro presenza, ma Bond dichiara, "Questo non è il momento di essere salvati", e tira il paracadute sopra di loro.

## Produzione
Ian Fleming, lo scrittore e creatore del personaggio di James Bond, morì il 12 agosto 1964, poco prima dell'uscita del film.
Per la scena più famosa del film, dove Jill Masterson viene ricoperta d'oro, l'attrice Shirley Eaton dovette sottoporsi a ore di trucco. Subito dopo l'uscita della pellicola circolò la diceria che la Eaton fosse realmente morta a causa della vernice, durante la lavorazione del film, notizia assolutamente falsa.

### Cast

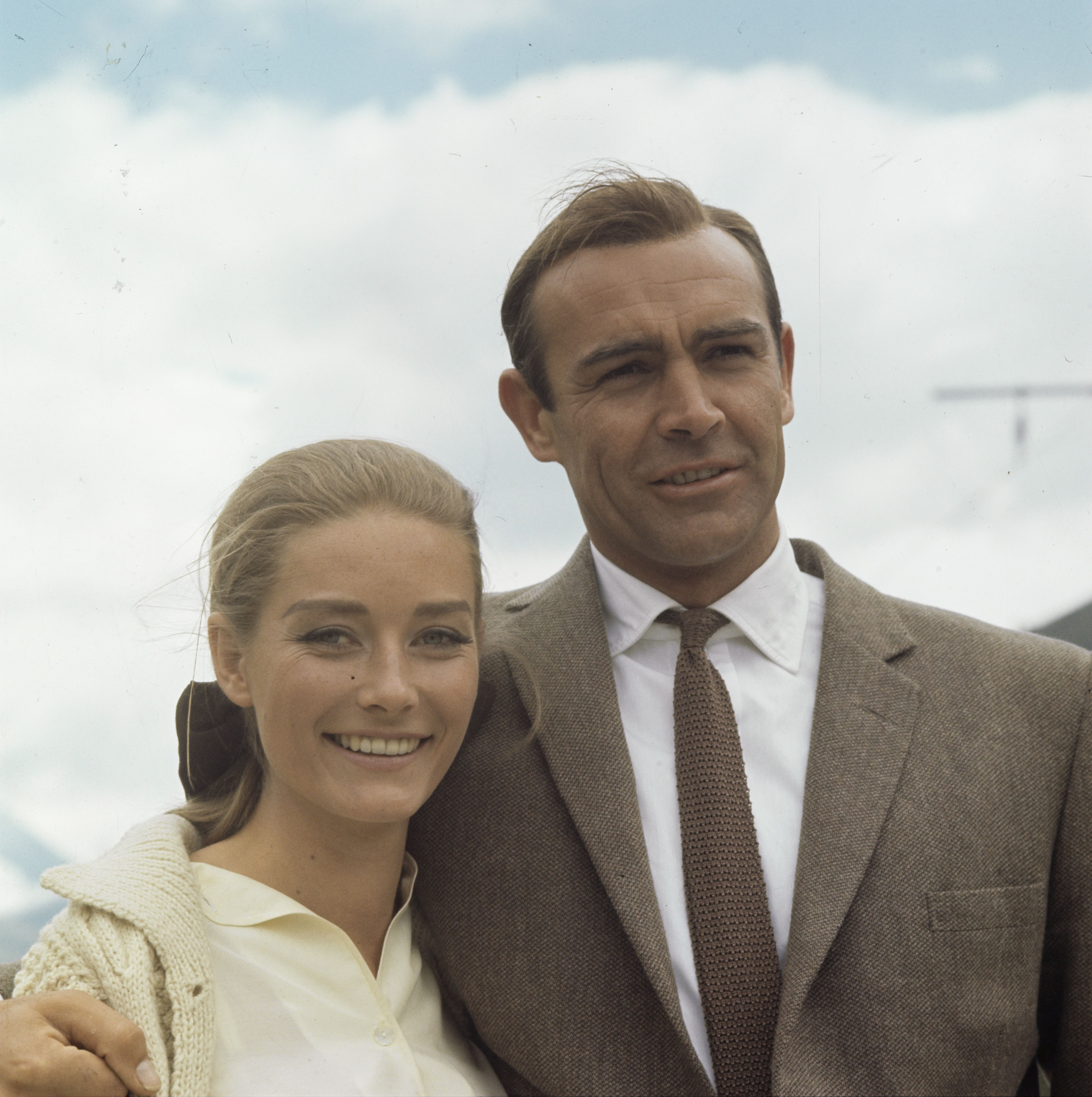
Tania Mallet e Sean Connery sul set svizzero del film

Quando Albert R. Broccoli vide per la prima volta Gert Fröbe, lo giudicò subito perfetto per la parte di Auric Goldfinger. Malgrado l'attore non sapesse recitare in inglese, il suo successo personale come nemico di 007 fu tale che i produttori, in seguito, avrebbero preso in considerazione la possibilità di utilizzare un fratello gemello del personaggio, sempre interpretato dallo stesso Fröbe, come avversario di James Bond nel film Agente 007 - Una cascata di diamanti (1971). Alla fine l'idea venne abbandonata, e il villain di quell'episodio fu invece Ernst Stavro Blofeld, il capo supremo della SPECTRE.
La star femminile del film è Honor Blackman nel ruolo di Pussy Galore. Per lungo tempo l'attrice, che all'epoca delle riprese aveva trentasette anni, ha vantato il primato di Bond girl più anziana di tutta la serie, record superato nel 2015 dall'allora cinquantunenne Monica Bellucci in Spectre.
Per la parte di Oddjob (che in inglese significa "lavoro sporco"), il forzuto maggiordomo-killer al servizio di Goldfinger, fu scelto Harold Sakata, meglio noto sui ring del wrestling come Tosh Togo. Sakata, atleta di centotrenta chili, durante il provino stupì tutti spaccando tavolette di legno a mani nude. Connery raccontò che Sakata, nella scena in cui doveva stenderlo con un colpo di karate, lo mise veramente KO.
L'agente della CIA Felix Leiter è interpretato da Cec Linder. Da qui in avanti il personaggio sarà impersonato da un attore diverso praticamente ad ogni apparizione.

## Colonna sonora
Il motivo conduttore del film, la canzone Goldfinger, composta da John Barry, con parole di Anthony Newley e Leslie Bricusse, è cantata da Shirley Bassey.

## Accoglienza

### Incassi
Il film è, considerando l'inflazione, uno degli incassi più grandi della serie, superando il miliardo di dollari e arrivando al terzo posto nel Franchise. Inoltre con 31 milioni di euro al botteghino (rivalutando il valore monetario della lira) è il 7º maggior incasso di sempre in Italia, dove fu il più grande successo del 1964.

### Critica
Il film viene generalmente considerato, sia dai fan che dalla critica, come uno dei migliori della serie. Fu la pellicola che lanciò la bond-mania. Agente 007 - Licenza di uccidere e A 007, dalla Russia con amore erano stati buoni successi di pubblico, ma non avevano smosso le folle o i critici; Agente 007 - Missione Goldfinger invece, grazie a un ritmo più serrato rispetto ai primi film e alla miscela vorticosa di bond-girl (qui ben tre), gadget tecnologici (debutta ufficialmente la "superaccessoriata" Aston Martin DB5) e tocchi di umorismo (il timer che si ferma a "007" secondi) consacrò definitivamente Sean Connery come star e la "formula-bond" come modello del cinema d'azione degli anni sessanta.

## Riconoscimenti
- 1965 – Premio Oscar
  - Miglior montaggio sonoro a Norman Wanstall
- 1965 – BAFTA
  - Candidatura alla migliore scenografia a Ken Adam
- 1965 – Goldene Leinwand
  - Golden Leinwand

Nel 1999 il British Film Institute l'ha inserito al 70º posto della lista dei migliori cento film britannici del XX secolo.